# Ґ
Ґ, ґ (ukr. ge) – piąta litera alfabetu ukraińskiego, czasami nieoficjalnie stosowana także w ortografii białoruskiej. Oznacza rzadko w tych językach występujący dźwięk [g], spotykany głównie w wyrazach zapożyczonych i transkrypcji nazw obcojęzycznych.
W zachodniej Rusi konieczność oddania dźwięku [g] pojawiła się już w średniowieczu, w związku z intensywnymi kontaktami z językiem niemieckim i polskim. W ówczesnej zachodnioruskiej ortografii używano do tego celu dwuznaku кг – być może pod wpływem greckiego dwuznaku γκ o tej samej funkcji. Postać litery Ґ pochodzi z bizantyjskiej greckiej kursywy, gdzie była jednym ze sposobów zapisu litery gamma; spotyka się ją tam już na przełomie XVI i XVII wieku. W grafii ukraińskiej litera ta pojawiła się dopiero w XIX wieku w Austro-Węgrzech. Innymi kandydatami dla oznaczenia dźwięku [g] były stary dwuznak кг oraz zapożyczone z alfabetu łacińskiego g. W Rosji natomiast litera Ґ weszła do użycia (w zapisie języka ukraińskiego) dopiero w roku 1905. W roku 1933 na polecenie władz ZSRR została usunięta z alfabetu ukraińskiego jako „burżuazyjna”, zachowała się częściowo wyłącznie w literaturze lingwistycznej w transkrypcji fonetycznej. Używana była jednak powszechnie na emigracji (do 1945 r. również w Polsce). Przywrócona do alfabetu ukraińskiego w roku 1990.
Oficjalnie litera Ґ nazywa się ґе; potocznie używane są także nazwy: ге з гачком i ге з гичкою.
Z literą Ґ związany jest stary spór o zakres jej użycia, trwający od XIX wieku między Ukraińcami z Zachodu i Wschodu. Chodzi głównie o pisownię zapożyczeń z języków zachodnich zawierających literę G. Ogólnie rzecz biorąc, dialekty wschodnie zapożyczały więcej za pośrednictwem języka rosyjskiego, z czego wynika wymowa i chęć pisowni Г (np. region – [rɛɦʲˈjon] регіон); z kolei do dialektów zachodnich więcej zapożyczeń trafiało bezpośrednio lub za pośrednictwem niemieckiego, polskiego, czeskiego i węgierskiego, z czego wynika wymowa i chęć pisowni Ґ ([rɛgʲˈon] реґіон). Obecne zasady ortografii nawiązują do zawartego w 1928 roku kompromisu, który zasadniczo bliższy był wymowie wschodniej. Jego zasadniczą wadą jest brak jasnych reguł, według których uczyniono pojedyncze ustępstwa na rzecz wymowy zachodniej.
Litera Ґ, ґ (rus. gie) jest piątą literą alfabetu rusińskiego i oznacza dźwięk [g]. Używany jest przez użytkowników tego języka we własnej leksyce (ґамба – pol. usta, ґывтнути – pol. połknąć), jak i w zapożyczeniach (машынґвер – z niemieckiego – karabin maszynowy).

## Kodowanie
| Znak                   | Ґ                                       | Ґ                                       | ґ                                     | ґ                                     |
| ---------------------- | --------------------------------------- | --------------------------------------- | ------------------------------------- | ------------------------------------- |
| Nazwa w Unikodzie      | Cyrillic Capital Letter Ghe with Upturn | Cyrillic Capital Letter Ghe with Upturn | Cyrillic Small Letter Ghe with Upturn | Cyrillic Small Letter Ghe with Upturn |
| Kodowanie              | dziesiątkowo                            | szesnastkowo                            | dziesiątkowo                          | szesnastkowo                          |
| Unicode                | 1168                                    | U+0490                                  | 1169                                  | U+0491                                |
| UTF-8                  | 210 144                                 | d2 90                                   | 210 145                               | d2 91                                 |
| Odwołania znakowe SGML | &#1168;                                 | &#x0490;                                | &#1169;                               | &#x0491;                              |
| Macintosh Cyrillic     | 162                                     | A2                                      | 182                                   | B6                                    |
| Windows-1251           | 165                                     | A5                                      | —                                     | —                                     |
| KOI8-U                 | 189                                     | BD                                      | —                                     | —                                     |